# المنظمة الكشفية العربية
المنظمة الكشفية العربية مقرها في المركز الكشفي العربي الدولي في مدينة نصر بالقاهرة في جمهورية مصر العربية، تأسست عام 1954 وكل الدول العربية لها عضوية في المنظمة، وأمينها الحالي أستاذ عمرو حمدي عبد الغنى وهو مصري الجنسية وقد تم تعينه من قبل المنظمة الكشفية العالمية في شهر سبتمبر 2019.